# Umbrija
Umbrija (talijanski: Umbria) je regija u koja se nalazi u središtu Italije, u dolini rijeke Tiber. Ova planinska regija je jedna od najmanjih u Italiji i jedina je na Apeninskom poluotoku koja nema izlaz na more. Ova regija graniči na istoku i sjeveroistoku s regijom Marke, na zapadu i sjeverozapadu s Toskanom, te na jugu i jugozapadu s Lacijem.

## Povijest
Regija je dobila ime po plemenu Umbri, koji su se tu naselili u 6. stoljeće pr. Kr. Umbrijski jezik pripadao je skupini italskih jezika. 
Prema arheološkim dokazima, Umbri se mogu povezati s Terramarskom i Villanovanskm kulturom koja je početkom brončanog doba potisnula Ligure s ovog prostora. Iako je Plinije Stariji tvrdio da su Umbri najstariji narod u Italiji, ta tvrdnja nije točna. Glavni neprijatelji Umbra bili su Etruščani koji su ih stoljećima napadali i potjerali Umbre u brdovita područja Apenina. Iako su Etruščani zauzeli oko 300 umbrijskih gradova, umbrijsko stanovništvo nije iskorijenjeno u ovim osvajanjima.
Nakon pada Etruščana, Umbrijci su pokušali pomoći Samnitima u borbi protiv Rima. Ipak, u velikoj bitki kod Sentinuma 295. pr. Kr., nisu im uspjeli značajno pomoći. Nakon ove pobjede Rimljana počelo je razdoblje integracije pod rimskom vlašću koja je osnovala na tom prostoru nekoliko kolonija i izgradila cestu Via Flaminia (220. pr. n. e.) koja je postala osovina razvoja u Umbriji. Za vrijeme Hanibalovog napada u Drugom punskom ratu, bitka kod Trazimenskog jezera odvila se u Umbriji.
Za vrijeme rimskog građanskog rata 40. pr. Kr., Perugia je podržavala Marka Antonija, pa ju je August gotovo u potpunosti uništio. U vrijeme Plinija Starijeg u Umbriji su postojale još 49 nezavisnih zajednica.
Današnje područje Umbrije bitno se razlikuje od onog u rimsko vrijeme. Tada se Umbrija prostirala od onoga što je danas sjever Marke do Ravenne, ali nije uključivala i zapadnu obalu Tibera. Tada je Perugia bila u Etruriji, dok je područje oko Norcije bilo u teritoriju Sabina.
Nakon pada Rimskog Carstva, Istočni Goti i Bizant borili su se za prevlast u ovom području. Langobardi su osnovali Vojvodstvo Spoleto koje je zauzimalo većinu područja današnje Umbrije i kojim su vladali od 571. do 13. stoljeća. Nakon što je Karlo Veliki osvojio većinu lombardskih kraljevstva, neki umbrijski teritoriji dani su papi, koji je uspostavio nad njima privremenu vlast. Neki gradovi stekli su veću nezavisnost i često su međusobno ratovali.
Papinska država vladala je ovim područjem sve do kraja 18. stoljeća. Nakon francuske revolucije i francuskog osvajanja Italije, Umbrija je postala dio kratkotrajne Rimske Republike (1789. – 1799.) i Prvog Francuskog Carstva (1809. – 1814.). Nakon poraza Napoleona, papa je ponovno vladao Umbrijom sve do 1860. godine. Nakon ujedinjenja Italije, Umbrija je postala dio Kraljevine Italije.
Granice Umbrije određene su 1927. godine, stvaranjem pokrajine Terni i izdvajanjem pokrajine Rieti i njezinim pripajanjem Laciju.

## Zemljopis
Reljef regije je većinom planinski (53%) i brdoviti (41%), dok ravnice čine samo 6% teritorija. Regija je geomorfološki i pejzažno vrlo raznolika s mnogim dolinama, planinskim lancima, visoravnima i ravnicama.
Regijom dominiraju Apenini na istoku, na kojima se nalazi najviši vrh regije Monte Vettore (2476 m) na granici s regijom Marke, te dolina rijeke Tiber gdje se kod Attigliana nalazi najniža točka regije (96 m).

### Klima
U regiji vlada mediteranska klima s hladnim, ali ne jakim zimama i vrućim ljetima. Prosječna godišnja temperatura je između 11,5° u Norciji i 15° u Ternijum dok je u Perugiji i Spoletu 13,5°, a u Orvietu 14°C. Nadmorska visina na kojoj se nalazi pojedini grad ima veliku ulogu u temperaturama tijekom godine. Padaline se obično kreću između 800 i 1.200 mm godišnje (Perugia: 893 mm), ali je broj kišnih dana ograničen na između 80 i 100.

### Politička podjela
Glavni grad regije je Perugia. Regija je podijeljena u dvije pokrajine: Perugia, s 59 općina i Terni, s 33 općine.
Područje Umbrije je tradicionalno podijeljeno u 12 okružnih zajednica (comprensori), koje su grupirane po zemljopisnim, dijalektalnim i drugim sličnostima. Te zajednice su::
- Comprensorio Perugino
- Comprensorio Ternano
- Comprensorio Alta Valle del Tevere
- Comprensorio Amerino
- Comprensorio Assisano (ili Valle Umbra Nord)
- Comprensorio Folignate - Nocera Umbra (ili Valle Umbra Sud)
- Comprensorio Eugubino-Alto Chiascio
- Comprensorio Orvietano
- Comprensorio Spoletino
- Comprensorio Trasimeno
- Comprensorio Tuderte
- Comprensorio Valnerina

Ova odjela je smanjena na 3 ili 5 velikih okruga (circondari). Ti okruzi su:
- Perugino (ponekad podijeljen i na "Alta valle del Tevere")
- Foligno-Spoleto-Valnerina
- Ternano (ponekad podijeljen i na "Orvietano")

### Zaštićena područja prirode
U Umbriji postoji šest regionalnih parkova prirode, od toga pet u pokrajini Perugiji i jedan u pokrajini Terni. To su: Parco del monte Cucco, Parco del monte Subasio, Parco del Lago Trasimeno,  Parco di Colfiorito, Parco fluviale del Tevere i Parco fluviale del Nera. Nacionalni park Monti Sibillini (Parco nazionale dei Monti Sibillini) ova regija dijeli s regijom Marke.

### Najveće općine
Ovo je popis općina s više od 20.000 stanovnika.
| Grb | Grad                   | Br. stanovnika | Površina (km2) |
| --- | ---------------------- | -------------- | -------------- |
|     | Perugia (PG)           | 162.565        | 449 km²        |
|     | Terni (TR)             | 109.816        | 211 km²        |
|     | Foligno (PG)           | 55.645         | 263,7 km²      |
|     | Città di Castello (PG) | 39.492         | 387 km²        |
|     | Spoleto (PG)           | 38.563         | 349 km²        |
|     | Gubbio (PG)            | 32.542         | 525 km²        |
|     | Assisi (PG)            | 26.196         | 186 km²        |
|     | Bastia Umbra (PG)      | 21.050         | 27,6 km²       |
|     | Orvieto (TR)           | 20.841         | 281 km²        |
|     | Narni (TR)             | 20.212         | 197 km²        |

## Stanovništvo
Prema podacima iz 2006. u regiji je rođeno 7.822 (9,0‰), a umrlo 9.518 (10,9‰) osoba, što je prirodni priraštaj od -1.696 prema 2005. godini (-1,9‰). Obitelji prosječno imaju 2,5 članova. Regija je 31. prosinca 2006. imala 872.967 stanovnika, od čega su stranci činili 63.861 tj. 7,3%.

## Gospodarstvo
Iako je gospodarski i industrijski razvoj u drugim talijanskim regijama potaknuo odlazak stanovništva sa sela, ovaj trend je u Umbriji manje izražen. Danas se gospodarstvo regije temelji na četiri gospodarske aktivnosti: industrija, obrtništvo, poljoprivreda i turizam.
Tablica prikazuje ukupni BDP i BDP po stanovniku u Umbriji između 2000. i 2006. godine:
|                                | 2000.    | 2001.    | 2002.    | 2003.    | 2004.    | 2005.    | 2006.    |
| ------------------------------ | -------- | -------- | -------- | -------- | -------- | -------- | -------- |
| Ukupni BDP (u milijunima eura) | 16.537,0 | 17.520,0 | 17.824,3 | 18.316,9 | 19.257,9 | 19.765,7 | 20.631,1 |
| BDP p/c (u eurima)             | 20.105,8 | 21.231,2 | 21.469,9 | 21.777,3 | 22.563,4 | 22.892,9 | 23.703,0 |

Značajni poljoprivredni proizvodi regije su masline, grožđe, pšenica i duhan. Najznačajnija industrija je industrija čelika u Terniju, te proizvodnja hidroelektrične energije. Industrija prehrane je najznačajnija u Perugiji, maslinovo ulje proizvodi se u Spoletu i Treviju, a vino kod Trazimenskog jezera i Montefalca. Turizam je vrlo važan za gospodarstvo regije, a pogotovo je razvijen u području Perugije, Assisija i Spoleta.

## Kultura
U Umbriji se odvijaju mnoge manifestacije, pogotovo tijekom ljeta. Ova događanja obično privlače veliki broj turista. Vrlo su popularna folklorna događanja koja govore o bogatoj povijesti ovog kraja.
U regiji se odvijaju i mnoge glazbene i kazališne manifestacije nacionalnog i međunarodnog karaktera, kao npr. Festival dei Due Mondi, Umbria Jazz, Segni Barocchi Festival i dr.

## Sport
U usporedbi s ostalim talijanskim regijama, u Umbriji se veliki broj stanovništva profesionalno ili amaterski bavi nekim sportom. Prema istraživanjima, većina srednjoškolaca bavi se redovito nekom sportskom aktivnošću. Najpopularniji sportovi su nogomet, plivanje i odbojka.
U nacionalnim prvenstvima sudjeluju četiri umbrijska nogometna kluba (sva tri su u Serie C). To su Perugia Calcio, Ternana Calcio, Foligno Calcio i A.S. Gubbio 1910.

## Galerija fotografija
- Perugia
- Terni
- Foligno
- Spoleto

## Vanjske poveznice
- (tal.)Službene stranice regije Umbrija  Arhivirana inačica izvorne stranice od 11. veljače 2011. (Wayback Machine)
- (tal.)Regionalno vijeće
- (tal.)(engl.)Umbria.org